# Ritratto di Clemente VII
Il Ritratto di Clemente VII è un dipinto olio su tela (145×100 cm) di Sebastiano del Piombo eseguito nel 1526 e conservato presso il Museo nazionale di Capodimonte a Napoli.

## Storia
Un primo riferimento all'opera risale al 1531 grazie ad una lettera che lo stesso Sebastiano del Piombo inviò a Michelangelo, nella quale si faceva riferimento a due ritratti eseguiti del papa Clemente VII, risalenti a prima del Sacco di Roma, tant'è che il papa viene citato privo di barba, che invece deciderà di farsi crescere, per voto, solo in data successiva all'evento del 1527.
I due dipinti vengono poi citati dal Vasari nelle sue Vite, registrandone uno presso le collezioni del vescovo di Vaison, mentre l'altro, di dimensioni «molto maggiore, cioè infino al ginocchio ed a sedere», permanente entro la bottega romana di del Piombo, dove rimarrà fin anche dopo la morte del pittore, nel 1547, allorché fu inventariato e acquistato da Fulvio Orsini, banchiere di casa Farnese, per la sua collezione d'arte. Nel 1600 la tela, assieme a tutta la raccolta, passò per lascito testamentario alla collezione Farnese del cardinale Odoardo, seguendo così la "consueta" trafila che ha riguardato tutte le opere farnesiane di Roma: fu dunque dapprima esposta nel palazzo di famiglia sito nei pressi di campo de' Fiori, poi fu spostata nelle collezioni emiliane di Parma, nel palazzo del Giardino, dov'è registrata nel 1662 come ritratto di Alessandro VI, per poi successivamente confluire negli inventari della nuova Galleria ducale di palazzo della Pilotta.
Nel 1734 la tela così come tutta la collezione Farnese, passò in eredità a Elisabetta, ultima discendente del casato, che la trasferì per successione al figlio Carlo di Borbone, re di Napoli, dove poi furono trasferite le raccolte d'arte emiliane e romane. In questo contesto il soggetto assunse l'identificazione di Paolo III. Durante la Repubblica napoletana del 1799 il dipinto fu trafugato dalle truppe francesi e rinvenuto dall'emissario di Ferdinando IV di Borbone, Domenico Venuti, a Roma l'anno seguente. Ritornata a Napoli la tela fu esposta dapprima nel palazzo Francavilla, poi in quello dei Regi Studi, con l'identificazione della figura ritratta con quella di Alessandro VI. Agli inizi del Novecento, grazie a studi iconografici, fu definitivamente individuata la figura del soggetto ritratto nella tela, che tornò a quella di papa Clemente VII.

## Descrizione e stile

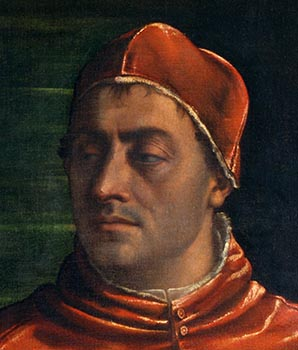
Dettaglio

Il ritratto si rifà allo schema che diverrà quindi classico per questo genere di composizioni, adottato da Raffaello nel suo Ritratto di Leone X agli Uffizi di Firenze, dove figura nella composizione anche il ritratto a Clemente VII, all'epoca Giulio de' Medici, in quanto ancora col titolo di cardinale, nonché cugino dello stesso papa Leone X. La posa obliqua, seduta con inquadratura fino al ginocchio, con espressione fiera e severa, lasciano intravedere il carattere volitivo e decisionista del pontefice. Tra le massime espressioni artistiche di Sebastiano del Piombo, l'opera risulta anche essere un'importante testimonianza storica, in quanto riprendente il papa senza barba, quindi in un momento antecedente al voto fatto a seguito del Sacco di Roma del 1527, a partire dal quale il pontefice decise di farsi crescere i peli facciali (i ritratti successivi, fino alla morte del papa avvenuta nel 1534, vedranno infatti lo stesso raffigurato sempre con la caratteristica barba lunga).
Lo stile della composizione è pressoché in linea con altre due opere coeve, il Ritratto di Anton Francesco degli Albizi a Houston, che si racconta dai documenti storici che al Buonarroti l'opera sia piaciuta meno rispetto al ritratto napoletano di Clemente VII, e quello di Andrea Doria alla Galleria Doria Pamphilj di Roma. Una versione di cinque anni successiva a quella di Capodimonte, con il papa ritratto con barba, è al Getty Museum di Los Angeles, mentre sempre al Museo di Capodimonte di Napoli si conserva quello che molto probabilmente è considerato il prototipo del volto, eseguito con la tecnica dell'olio su lavagna, supporto non inusuale nel catalogo del del Piombo.
Sul retro del ritratto "senza barba" di Capodimonte è infine posto il sigillo in cera lacca grigia (identificativa delle opere provenienti da Roma, mentre quelle segnalate con cera lacca rossa erano i dipinti di provenienza dalle raccolte emiliane) con il giglio Farnese e il numero d'inventario 124.

## Altre versioni

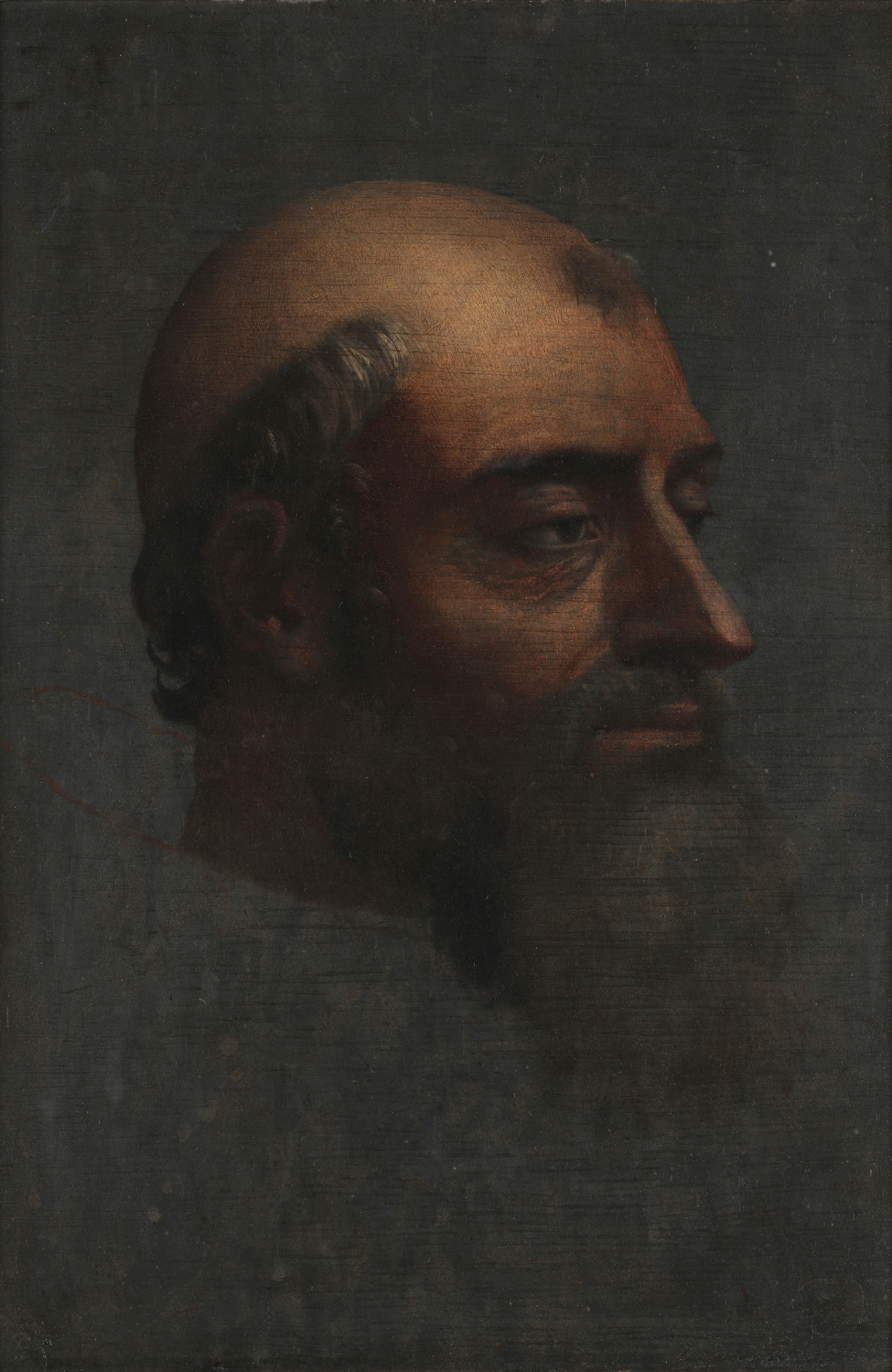
Ritratto di Clemente VII con barba (1531 ca.) - Museo di Capodimonte, Napoli.
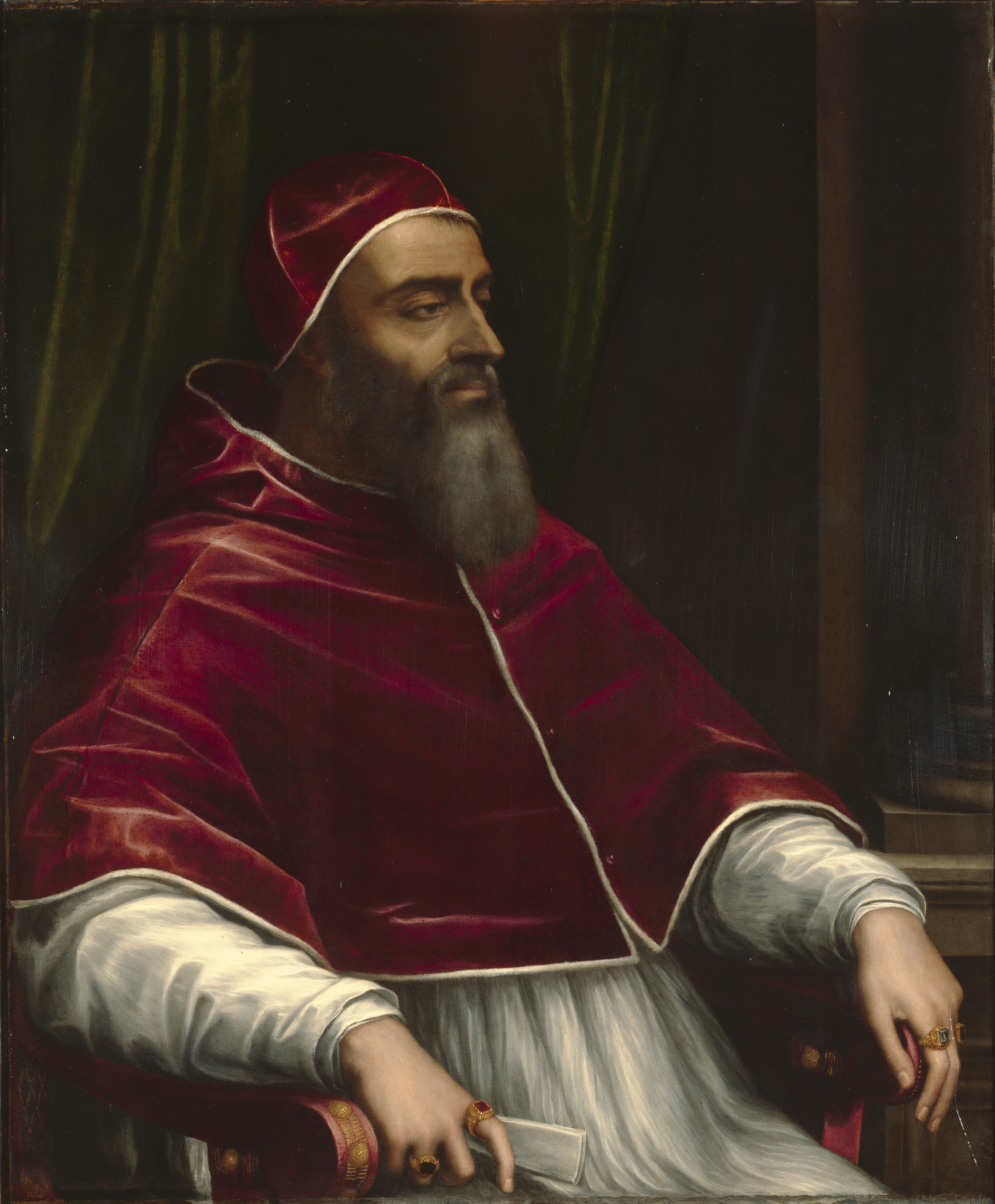
Ritratto di Clemente VII con barba (1531 ca.) - Getty Museum, Los Angeles.